# J.P. Rangaswami
J.P. Rangaswami (født 12. november 1957 i Kolkata (tidligere Calcutta)) er en indisk virkomhedsleder, der oprindeligt var uddannet som økonom og journalist. Han har arbejdet i en række virksomheder siden 1980 og har været CIO i flere virksomheder og er nu teknisk direktør i cloud computing-virksomheden salesforce.com. Han har været modtaget flere hædersbevisninger for sit arbejde og sin utraditionelle tilgang til virksomhedsledelse.
Rangaswami er kendt for sine markante holdninger om informationsdeling og har en blog, hvor han giver udtryk for sine holdninger om dette emne.